# Symplocos huegeliana
Symplocos huegeliana är en tvåhjärtbladig växtart som beskrevs av August Brand. Symplocos huegeliana ingår i släktet Symplocos och familjen Symplocaceae. Inga underarter finns listade i Catalogue of Life.